# ウェストハッティズバーグ (ミシシッピ州)
ウェストハッティズバーグ（英: West Hattiesburg）は、アメリカ合衆国ミシシッピ州の南部、ラマー郡の国勢調査指定地域（CDP）である。2010年国勢調査でのウェストハッティズバーグの人口は5,909 人だった。2000年国勢調査時点の6,305人から減少している。ハッティズバーグの西に在り、同大都市圏に属している。

## 地理
ウェストハッティズバーグは北緯31度19分16秒 西経89度22分3秒 / 北緯31.32111度 西経89.36750度 (31.321239, -89.367437)に位置している。
アメリカ合衆国国勢調査局に拠れば、市域全面積は7.2平方マイル (19 km2)であり、このうち陸地7.1平方マイル (18 km2)、水域は0.1平方マイル (0.26 km2)で水域率は1.39%である。

## 人口動態
以下は2000年の国勢調査による人口統計データである。
| 基礎データ - 人口: 6,305 人 - 世帯数: 4,464 世帯 - 家族数: 2,601 家族 - 人口密度: 377.3人/km2（892.0 人/mi2） - 住居数: 2,633 軒 - 住居密度: 143.8軒/km2（372.5 軒/mi2） 人種別人口構成 - 白人: 74.88% - アフリカン・アメリカン: 22.11% - ネイティブ・アメリカン: 0.06% - アジア人: 1.63% - その他の人種: 0.29% - 混血: 1.03% - ヒスパニック・ラテン系: 1.38% | 年齢別人口構成 - 18歳未満: 25.5% - 18-24歳: 15.7% - 25-44歳: 30.8% - 45-64歳: 19.2% - 65歳以上: 8.8% - 年齢の中央値: 30歳 - 性比（女性100人あたり男性の人口） - 総人口: 91.1 - 18歳以上: 87.2 世帯と家族（対世帯数） - 18歳未満の子供がいる: 32.9% - 結婚・同居している夫婦: 47.3% - 未婚・離婚・死別女性が世帯主: 14.0% - 非家族世帯: 35.0% - 単身世帯: 24.0% - 65歳以上の老人1人暮らし: 6.7% - 平均構成人数 - 世帯: 2.50人 - 家族: 3.00人 | 収入と家計 - 収入の中央値 - 世帯: 44,663米ドル - 家族: 68,287米ドル - 性別 - 男性: 49,552米ドル - 女性: 43,873米ドル - 人口1人あたり収入: 38,988米ドル - 貧困線以下 - 対人口: 0% - 対家族数: 0% - 18歳未満: 0% - 65歳以上: 0% |

## 法人化の動き
ウェストハッティズバーグを法人化しようという動きが長い間に何度も繰り返されたが、裁判所がそれについて裁定を下したことは無い。この問題は、全ての者がそれに合意することと同時に、法人化を望む者（それで利益を得る者、税金を多く払うことを受け入れる者）が合意する法人化規定を得ることである。
法人化に賛成する者は全ての住人の利益に繋がると言うが、反対する者は土地を持っている人だけの利益になると言っている。今後の推移で不動産市場の中で十分に開発されているとは言えない。法人化に反対する別の意見は、法人化の提案やその予算概要が、新しい都市を運営するための追加歳出、費用を十分に計算できていないというものである。推進派は、家屋所有者の間で市を支える追加税金の約80%を支払うことになるので、リスクが分散され、実際の費用は少なくなると言っている。

## 小区分
ウェストハッティズバーグは数多い郊外型小区分を持っている。その中で大きなものはレイクセリーン（セリーン湖貯水池を囲む）やベントクリークである。ケインブレイクは最も裕福な小区分であり、その中にはカントリークラブがあり、町の最西端にある大型貯水池のケインブレイク湖の周辺に位置している。その他の小区分としてキングスミル、ザ・トレイス、シャドウリッジなどがある。

## 道路
ウェストハッティズバーグは州間高速道路59号線とアメリカ国道98号線が通っている。国道98号線が町内の幹線大通りであり、商業施設の多くがこの道路沿いにある。朝夕の通勤にも主要道路である。近年の人口増加と流入によって、国道の交通事情が悪化していたので、4車線から6車線に拡張され、州間高速道路59号線に近い部分のみ8車線となった。4番通りとオークグローブ道路という国道に並行する道路2本も、国道の混雑を避けようとする車が入ることで、混雑が激しくなった。旧道11号線も地域の基幹道である。ハッティズバーグ市内の98号線から始まり、パービスの北で終わる。その商業地域は新しい企業が開店し、道路の北端に沿って建設されたので成長している。そこには町内の多くの小区分も位置している。またオークグローブ高校とオークグローブ中学校もある。さらに旧道24号線、リンカーン道路、オークグローブ道路など多くの主要道の終端にもなっている。

## 教育
オークグローブ教育学区はミシシッピ州内でも上位10傑に入っている。以下の学校がある。
高校
オークグローブ高校、9年生から12年生
中学校
オークグローブ中学校、6年生から8年生
小学校
オークグローブ上級小学校、4年生と5年生
オークグローブ下級小学校、2年生と3年生
ロングリーフ小学校、幼稚園から5年生
オークグローブ予備学校、幼稚園から1年生